# King Edward VII's Town Coach
La King Edward VII's Town Coach è una carrozza dei Royal Mews di Buckingham Palace della famiglia reale britannica che non viene usata molto a differenza di altre carrozze reali come la Glass Coach o la Gold State Coah ma la si può vedere durante l'apertura del Parlamento britannico.

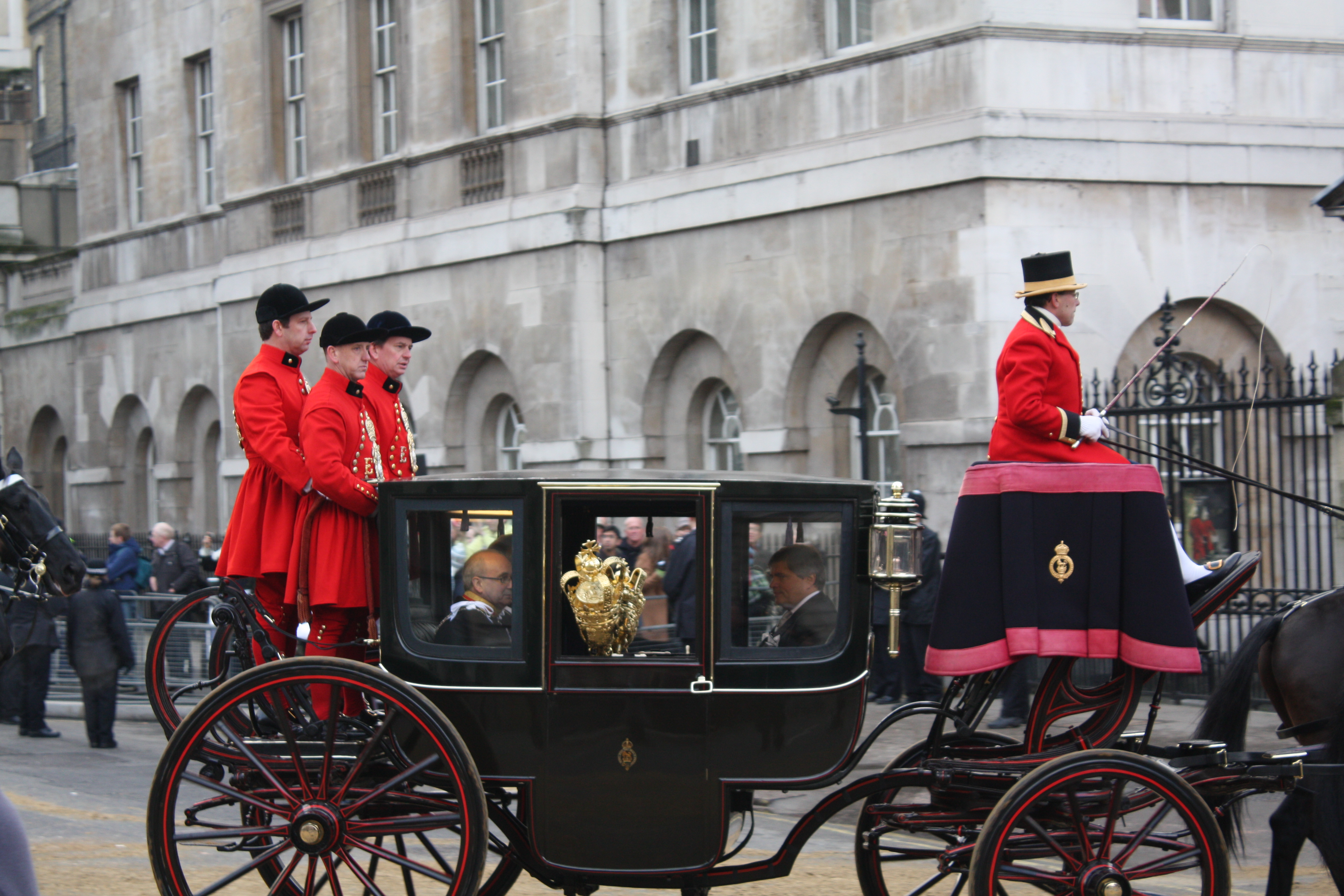
La King Edward VII's Town Coach durante l'apertura del Parlamento del 2008

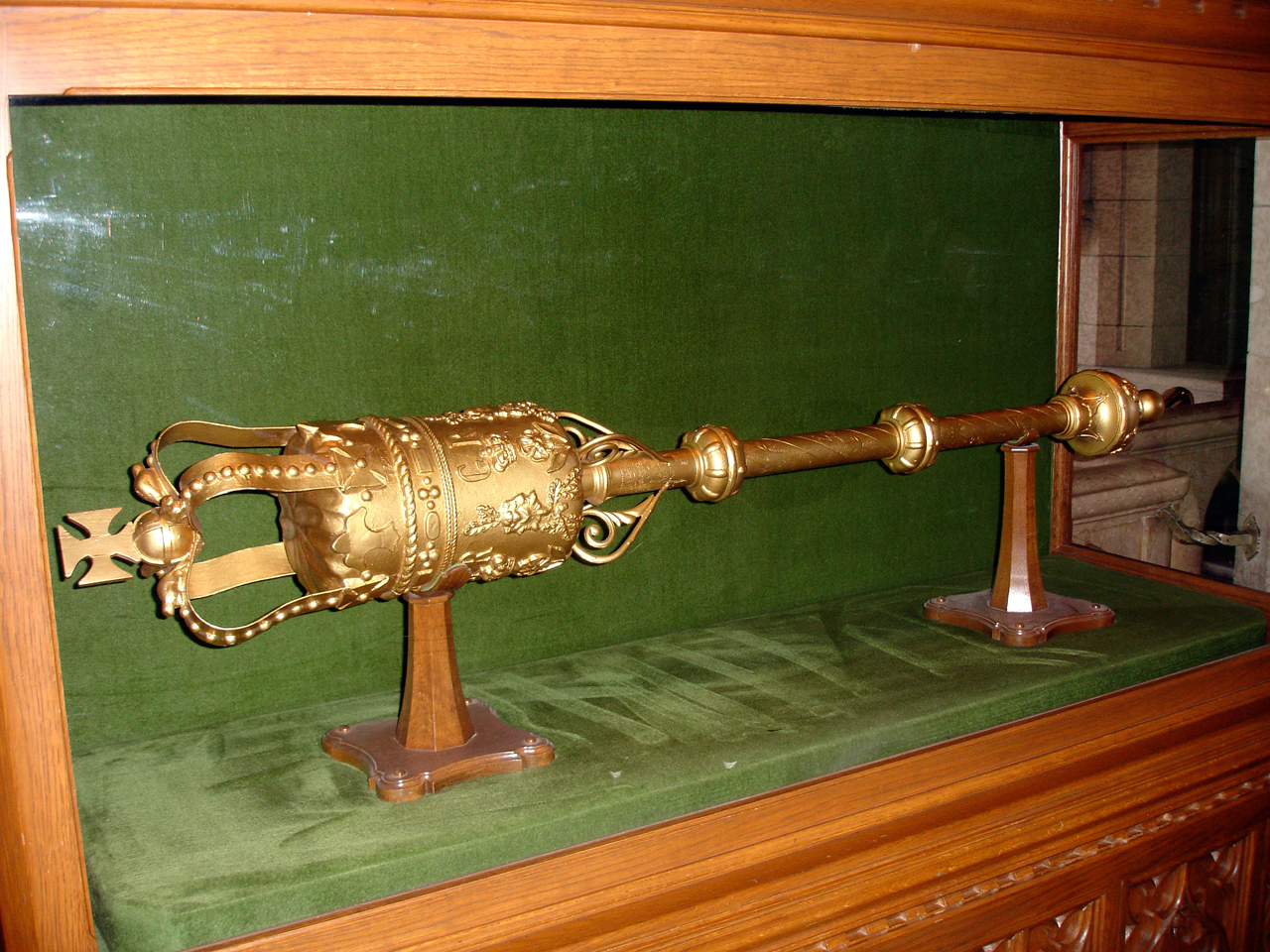
Una mazza cerimoniale del Parlamento canadese

## Storia
Non essendo una carrozza di Stato, è molto più semplice di alcune delle altre carrozze tenute ai Mews. In precedenza c'erano diverse carrozze urbane simili in uso, ciascuno con una carrozzeria verniciata marrone e un panno blu scuro. Tutte furono smaltite durante la seconda guerra mondiale, con l'eccezione di questa (intitolata a Edoardo VII) che fu messa in deposito. Nel 1964 fu restaurata e contemporaneamente furono aggiunte quattro vetrate. Tutt'oggi durante l'apertura del Parlamento la King Edward VII's Town Coach viene usata per trasportare le mazze reali.

## Voci collaterali
- Royal Mews
- Scottish State Coach
- Irish State Coach
- Glass Coach
- Gold State Coach
- Queen Alexandra's State Coach
- Australian State Coach
- Diamond Jubilee State Coach